# Balsamocitrus
Balsamocitrus är ett släkte av vinruteväxter. Balsamocitrus ingår i familjen vinruteväxter.
Kladogram enligt Catalogue of Life:
| Balsamocitrus | \| \| Balsamocitrus camerunensis \| \| \| \| \| \| Balsamocitrus dawei \| \| \| \| |
|               | \| \| Balsamocitrus camerunensis \| \| \| \| \| \| Balsamocitrus dawei \| \| \| \| |
|               | Balsamocitrus camerunensis                                                         |
|               |                                                                                    |
|               | Balsamocitrus dawei                                                                |
|               |                                                                                    |